# 주영초등학교
주영초등학교는 대한민국 강원특별자치도 강릉시에 있는 초등학교다.

## 학교 연혁
- 1941.12.15 주문진 영공립국민학교 설립인가
- 1942.04.05 주문진 영공립국민학교로 개교
- 1947.10.02 주영국민학교로 개칭
- 1966.03.02 신영국민학교에 10학급 이관
- 1996.03.01 주영초등학교로 개칭
- 2015.02.06 제71회 졸업식 거행(총 졸업생 13,821명)
- 2015.09.01 제28대 조승현 교장 부임